# Río Hiji
El Hiji (肱川 Hiji-kawa?) es un río de Japón que atraviesa la prefectura de Ehime. 

## Características
Con una longitud de 103 km es el río más largo de la prefectura de Ehime y el quinto en la isla de Shikoku (tras el río Shimanto, el Yoshino, el Naka y el Niyodo).  
Conforma una cuenca compacta de 1210 km², flanqueada por altas montañas hasta su desembocadura. Su cauce traza, esencialmente, una forma de espiral en la que el nacimiento fluvial se localiza a apenas 18 km (en línea recta) de su desembocadura, en la bahía de Iyo (伊予灘 Iyo-nada?)
No obstante, sobrepasa su ámbito hidrográfico natural pues la Presa Nomura (野村ダム Nomura-damu?) situada en el curso intermedio, provee el agua indispensable para el riego de cultivos (principalmente cítricos) en la costa del Mar de Uwa (宇和海 Uwakai?) -de la península de Sadamisaki hasta la bahía de Uwajima, en la ciudad del mismo nombre-  (宇和島 Uwajima).

El río Hiji resulta, pues, un elemento estructurador de la geografía de la Región de Nanyo (南予地方 Nanyo-chihō?).

## Detalles
Cuenta con más de 470 afluentes.
Curso alto
Nace en el Paso de Tosaka (鳥坂峠 Tosaka-tōge?), en lo que fue el municipio de Uwa (en la actualidad parte de la Ciudad de Seiyo) e inicia su recorrido hacia el sur. Al llegar a la zona sur de lo que fue el Pueblo de Uwa cambia su rumbo hacia el este, continuando en dicha dirección hasta llegar al distrito Sakaishi (坂石 Saka'ishi?) de lo que fue el Pueblo de Nomura (en la actualidad parte de la Ciudad de Seiyo), en donde recibe caudales de los ríos Kurose (黒瀬川 Kurose-gawa?) y Funato (舟戸川 Funato-gawa?), para luego modificar su recorrido hacia el norte.
Curso medio, bajo
En su curso medio se encuentra la Depresión de Ōzu (大洲盆地 Ōzu-bonchi?) y en su curso inferior atraviesa zonas angostas. Desde el distrito Goro (五郎 Gorō?), que es el extremo norte de la depresión hasta su desembocadura en lo que fue el municipio de Nagahama (actualmente es parte de la ciudad de Ōzu), el río corre lentamente por tratarse de una zona llana. Pero a ambas márgenes existen elevaciones y a esto se le suma la confluencia con el Río Yaochi (矢落川 Ya'ochi-gawa?) en el distrito Higashi Ōzu (東大洲?), lo que hace que sea una zona propicia a la acumulación de agua. En el pasado se produjeron importantes inundaciones, siendo las últimas las de 1995, 2004 y 2018. 
- Datos: Q11611628
- Multimedia: Hiji River / Q11611628